# Bryocamptus hutchinsoni
Bryocamptus hutchinsoni är en kräftdjursart som beskrevs av Andreas Kiefer 1929. Bryocamptus hutchinsoni ingår i släktet Bryocamptus och familjen Canthocamptidae. Inga underarter finns listade i Catalogue of Life.